# Camí del Solà (Rivert)
El Camí del Solà és un camí del terme municipal de Conca de Dalt, en territori del poble de Rivert, a l'antic terme de Toralla i Serradell, al Pallars Jussà.
Arrenca de la Pista de la Serra de Sant Salvador a la Serra de Mateu, des d'on marxa cap al sud-est cap a lo Solà i les Solanes, on acaba el seu recorregut. Cap a la meitat del seu recorregut troba l'arrencada cap a ponent del Camí del Seix.